# سیف مظفر
سیف مظفر یا سیف آل مظفر جائی است که یاقوت حموی از آن نام برده‌است. دربارهٔ این ناحیهٔ ساحلی اصطخری می‌گوید «در آنجا قراء، کلبه‌های پراکنده و مزارع غله است که هر کدام با یکدیگر فاصله دارند و سخت در معرض گرما قرار گرفته‌اند.» احتمالاً در دشت دستقان در ولایت شاپورخوره بوده‌است. مرکز دشت دستقان صفاره است و اصطخری می‌گوید که مظفربن‌جعفر در صفاره در کنار دریا مسکن داشته‌است. قلمرو این مرد مقتدر تمام دستقان و ساحل را از مرز جنابه تا مرز نجیرم شامل می‌شده‌است. بعضی عقیده دارند که سیف به معنی ساحل و کناره است.